# Turjane
Turjane (cyr. Турјане) – wieś w Serbii, w okręgu jablanickim, w gminie Bojnik. W 2011 roku liczyła 34 mieszkańców.